# Gorzone (Darfo Boario Terme)
«La prima Terra dunque di questo braccio è quella di Gorzone, posta alla destra del Decio, sopra un'eminenza di bel prospetto, e rendesi considerabile cosi di fabriche, come di habitanti, molti de' quali risplendono col lustro di civiltà, e diversi anco con la chiarezza di nobile conditione, soggiornanti parte nella Terra, e parte nel Castello, che riceve come una venerabile maestà dalla horribile profondità, per la quale gli scorre à lato il detto Fiume»
Gorzone (Gordú in dialetto camuno) è una frazione del comune di Darfo Boario Terme. È considerata la San Marino della valle camonica. Sorge alle pendici del Monte Altissimo. Viene anche definito come Gorzone Sciano, dall'unione dei nomi delle due località che compongono la frazione. Fino al 1929 fu comune a sé stante.

## Geografia fisica

### Territorio
Risalendo la Val Camonica verso nord est lungo il fondovalle, giunti a Boario Terme i massicci montuosi che compongono il lato ovest della valle si aprono: tra i monti Pora e Altissimo preannunciano l'inizio della Val di Scalve. Poco prima di Angolo Terme, lungo la strada che da Boario si avvia alla Val di Scalve, si trova Gorzone. Il paese è arroccato sulle pendici meridionali del Monte Altissimo, qualche decina di metri al di sopra del fiume Dezzo. Da Gorzone è possibile giungere alla cima del monte Altissimo seguendo una strada sterrata che passa da Terzano (in territorio di Angolo Terme).

## Storia
La zona di Gorzone è probabilmente una delle prime località ad avere una presenza umana stabile in Val Camonica, come dimostrano le incisioni rupestri presenti nel Parco archeologico comunale di Luine.
Alla confluenza con la Valle di Scalve fu un centro nodale tra gli scambi alpini.
Il 3 agosto 1198 Brescia stipulò un patto con Bergamo dando 400 lire imperiali in compenso di quanto i bergamaschi avevano pagato ai Brusati per il feudo di Gorzone, chiamato curte Gorzolli e dopo castrum Gorzoni.
Dopo il 1200 i Federici ne presero continuativamente il possesso, sebbene nel 1288, a causa dell'editto bresciano contro la famiglia ghibellina, il castello di Gorzone venne quasi completamente distrutto.
I Federici continuarono in modo altalenante ad appoggiare i Visconti milanesi, fino a quando Pietro Avogadro, comandante della Repubblica di Venezia, non li ridusse all'obbedienza.
Il paese è ricordato (Ghorzò) nel 1509 nella mappa della Val Camonica disegnata da Leonardo da Vinci e conservata a Windsor.
Nel 1929 viene aggregato al comune di Darfo Boario Terme.

### Antichi Originari
Gli Antichi Originari erano, al tempo delle vicinie, i capifuoco delle famiglie native del paese: essi erano gli unici che avevano il potere di deliberare nei consigli, mentre i nobili, gli ecclesiastici e gli stranieri (anche se residenti da diverse generazioni nel paese) ne erano esclusi. I cognomi degli Originari di Gorzone, riportati nei registri della vicinia, erano:
- Piccinelli
- Marcadet
- Cominelli
- Ghirardelli
- Gheza[5]
- Pezzotti

I cognomi di Sciano, che a sua volta era una vicinia indipendente era rappresentato da queste famiglie:
- Bonomi
- Bertolini
- Minini
- Ghirardi

### Feudatari locali
Famiglie che hanno ottenuto l'infeudazione vescovile dell'abitato:
| Famiglia | Stemma | Periodo    |
| Federici |        | XII secolo |

## Monumenti e luoghi d'interesse

### Architetture religiose
«La chiesa parrocchiale, molto bella, ha per titolare S. Ambrogio [...]. La sussidiano la chiesa intitolata a S. Gio. Battista, nel recinto del vecchio castello, ove esistono antichi sarcofaghi; un'altra in onore di S. Rocco; una terza, nella contrada di Sciano, è dedicata alla Natività di M. V.»
Le chiese di Gorzone sono:
- parrocchiale di San Ambrogio. XVIII secolo, con affreschi attribuiti a Giuseppe Teosa. All'esterno il sarcofago di Isonno Federici (1336) in pietra simona, con questa incisione a caratteri gotici:

- chiesa della natività di Sciano, del XV-XVI secolo, con portale in pietra di Sarnico.
- chiesetta campestre di San Rocco, in prossimità del parco delle incisioni rupestri.
- chiesetta di S. Giovanni Battista, facente parte del complesso del castello Federici.

### Architetture militari
- Il castello di Gorzone. Appartenente alla famiglia Federici risalirebbe al 1150, anche se nel corso dei secoli subì qualche trasformazione, soprattutto nel 1288, quando fu distrutto[8]

## Società

### Evoluzione demografica
Abitanti censiti

### Tradizioni e folclore
Gli scütüm sono nei dialetti camuni dei soprannomi o nomiglioli, a volte personali, altre indicanti tratti caratteristici di una comunità. Quello che contraddistingue gli abitanti di Gorzone è Canarù, Ciapèi,, Ganulù.